# جسی بیسیوو
جسی بیسیوو (انگلیسی: Jesse Bisiwu؛ زادهٔ ۲۲ ژانویهٔ ۲۰۰۸) بازیکن فوتبال اهل بلژیک است که در حال حاضر برای کلوب بروژ در پست مهاجم بازی می‌کند.
وی همچنین در تیم‌های ملی فوتبال زیر ۱۵ سال، زیر ۱۷ سال و زیر ۱۸ سال بلژیک بازی کرده است.

## دوران باشگاهی
جسی بیسیوو که محصول آکادمی جوانان کلوب بروژ است، در چهارده سالگی اجازه پیدا کرد در یک دیدار دوستانه برای تیم اصلی که در زمان برگزاری جام جهانی زمستانی قطر تمرین می‌کرد، به میدان برود.
او در فصل ۲۰۲۳–۲۰۲۴، هنگامی که پانزده سال داشت، برای کلوب نکست در لیگ حرفه‌ای چلنجر بازی کرد. در فصل بعد، عملکردهای او از جمله گلی چشمگیر مقابل بی‌ورن که با دویدن در تقریباً تمام طول زمین همراه بود و گلی مقابل لیژ در آوریل ۲۰۲۵ که در آن تیمش از شکست ۰–۱ بازگشت و در وقت‌های تلف شده ۲–۱ پیروز شد باعث جلب توجه شد. او در فصل ۲۰۲۴–۲۰۲۵ قرارداد خود را با کلوب بروژ تمدید کرد.

## دوران ملی
بیسیوو که بازیکن ملی جوانان بلژیک است، برای فهرست تیم ملی فوتبال زیر ۱۷ سال بلژیک در رقابت‌های قهرمانی اروپا فوتبال زیر ۱۷ سال ۲۰۲۵ انتخاب شد.

## سبک بازی
او به دلیل توانایی دریبل‌زنی در کناره‌ها شناخته می‌شود و لقب «مارپیچ‌کار» را دریافت کرده است. سبک بازی او با خلیلو فادیگا مقایسه شده است.